# Ternstroemia baracoensis
Ternstroemia baracoensis är en tvåhjärtbladig växtart som beskrevs av Oswald Schmidt. Ternstroemia baracoensis ingår i släktet Ternstroemia och familjen Pentaphylacaceae. Inga underarter finns listade i Catalogue of Life.